# Romain Grau
Romain Grau (Perpinyà, 21 de juny de 1974) és un advocat, cap d'empresa i polític nord-català, membre del partit polític La República En Marxa. És conseller departamental dels Pirineus Orientals pel cantó de Perpinyà-4, primer adjunt a l'alcaldia de Perpinyà i conseller comunitari encarregat de les qüestions econòmiques de la Comunitat urbana Perpinyà Mediterrània Metròpoli. ha estat director general de la societat EAS Industries, especialitzada en manteniment aeronàutic a Perpinyà. Ha estat proper als partits PS, UDI, republicans i LRM.

## Biografia
Fill d'un viticultor de Vilamulaca, al Rosselló, Romain Grau és diplomat de l'Institut d'Estudis Polítics de París (1996).
En 2002 va entrar a l'Escola nacional d'administració on hi va conèixer Emmanuel Macron quan va fer la seva estada ENA a l'Àfrica. Defensaran junts que la promoció es digués Senghor. A partir d'aquest període es va convertir en un amic personal. També està al costat d'Emmanuel Macron en la fotografia oficial de la promoció Senghor.
Entre 1999 i 2002 va ser agregat parlamentari del diputat socialista i actualment ecologista Jean Codognès. Entre 1997 i 1998, va ser agregat parlamentari del diputat socialista Henri Sicre.
Advocat en dret mercantil i en dret fiscal, és associat del gabinet internacional TAJ. En 2011, va deixar el col·legi d'advocats dels Alts del Sena i es va inscriure a Perpinyà.

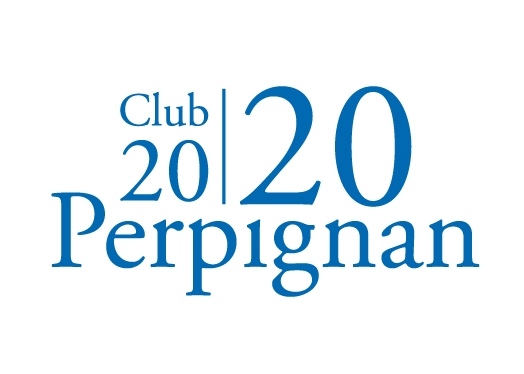
Logo de l'associació Perpignan 2020 que Romain Grau va crear quan era president.

Exercia a París quan va tornar a Perpinyà per formar part de la llista d'esquerres de Jean Codognès a les eleccions municipals franceses de 2008. Després de l'afer conegut com el "cas dels mitjons es van convocar unes noves eleccions municipals en 2009. Jean Codognes va refusar unir-se a la llista formada per la socialista Jacqueline Amiel Donat i es presentà a les eleccions en solitari. Romain Grau va decidir repetir al costat de Jean Codognès, refusant fusionar-se en la segona volta amb la llista de la socialista Jacqueline Amiel Donat, amb suport del president del departament Christian Bourquin. Els electors de Perpinyà van ornar a escollir Joan Pau Alduy amb el 53,5 % dels vots a la segona volta. La llista de la socialista Jacqueline Amiel Donat va recollir el 33,1 % i la de divers gauche de Jean Codognes el 13,4 %. Aquest darrer va assolir tres elegits de la seva llista al Consell municipal, amb la MoDem Clothilde Ripoull i Romain Grau, qui es converteix en regidor de l'oposició.
Posteriorment s va unir a la majoria municipal de Joan Pau Alduy i es va convertir en vicepresident de desenvolupament econòmic dins de la comunitat urbana. va ocupar el càrrec fins al 2014. Políticamentva unir-se amb Joan Pau Alduy a l'UDI, però després els va deixar per unir-se a Els Republicans.
En 2012 es va presentar a les eleccions legislatives com a suplent de Daniel Mach, després d'un acord entre l'UDI i la UMP. La seva carrera política i els seus canvis de partits són criticats pel candidat que va perdre en un enfrontament triangular davant Jacques Cresta, Louis Aliot en 2013, qui el titlla d'arribista i de penell.
A fi de preparar les eleccions municipals de 2014, va fundar i presidir l'associació i de reflexió "Perpignan 2020", aparentment a la dreta, que propugna la consulta ciutadana i la confrontació d'idees. En 2014 figura a la llista de Jean-Marc Pujol, Els Republicans, durant l'elecció municipal per a alcalde de Perpinyà i es va convertir en primer adjunt a càrrec de les finances. Aleshores es va presentar per dirigir l'aglomeració de Perpinyà en 2014 i va rebre el suport de Joan Pau Alduy Finalment es converteix en conseller per a assumptes econòmics de la comunitat.
En 2014 amb altres socis com Philippe Chabalier president de la societat d'enginyeria documental Studec (32,4 milions d'euros de xifra de negocis en 2012) presenta en el manteniment d'EAS Industries i com Nadal Khouri és el director general, ells són els únics que fan una oferta per fer-se càrrec de l'empresa, que té un passiu de 9 milions € i que està en liquidació per tal de salvar els 250 llocs de treball d'una de les joies industrials de la Catalunya del Nord. A petició dels accionistes esdevé director general d'EAS Industries, especialitzada en manteniment aeronàutic a Perpinyà, que permet de mantenir 230 treballs al lloc. Després de ser escollit diputat va dimitir com a director general per tal que la meva vida política no interfereixi amb la de l'empresa i va vendre les seves accions a Bruno Lechevin.
En 2015 fou elegit pel cantó del Molí de Vent amb Isabele de Noell Marchesan conseller departamental dels Pirineus Orientals sota l'etiqueta Els Republicans Va fer una crida a bloquejar al Front nacional en la segona volta de les eleccions cantonals, contràriament al seu partit, que no va donar cap consigna de vot. En cas de victòria dels Republicans, es presentaria per dirigir el departament. Després de l'elecció a la presidència de la socialista Hermeline Malherbe es va convertir en opositors a la política interna del departament, especialment en qüestions financeres i pressupostàries.
Durant les primàries franceses del centre i de la dreta per escollit al candidat presidencial de 2017, va fer campanya per Alain Juppé.
El juny de 2016 no va obtenir la investidura dels Republicans per presentar-se per la primera circumscripció dels Pirineus Orientals. C'est Daniel Mach qui est choisi par la Commission Nationale d'Investiture Tanmateix, el maig de 2017 fou investit per La República en Marxa per les  eleccions a la primera circumscripció dels Pirineus Orientals. Però el titular socialista sortint, Jacques Cresta, s'havia unit a La República en Marxa el març de 2017 ies va presentar per assegurar-se la investidura. Romain Grau hauria negat tenir ambicions nacionals en una entrevista amb un col·laborador parlamentari de Jacques Cresta. Aquest darrer finalment va donar suport Romain Grau.
Durant la campanya, s'oposa en particular a Jean Codognès (en l'etiqueta  PS/EELV) per al qual ja havia treballat com a agregat parlamentària, a Daniel Mach amb el qual es va presentar com una alternativa a 2012 ( LR) i a Alexander Bolo ( FN).
Va obtenir el 31,75 % dels vots a la primera volta i es va enfrontar a la segona volta al candidat del Front National Alexandre Bolo Després de la primera ronda de les eleccions, va rebre el suport de l'alcalde Els Republicans de Perpinyà, Jean-Marc Pujol Anava al capdavant a totes les comunes de la circumscripció amb l'excepció de Pollestres, i va ser elegit el 18 de juny amb el 57,22% dels vots vàlids.
El 30 de juny de 2017, per complir amb la llei sobre l'acumulació de mandats, Romain Grau anuncia la seva renúncia com a primer adjunt de Perpinyà i com a conseller comunitari de la Comunitat urbana Perpinyà Mediterrània Metròpoli;conserva, conforme a la llei, el seu mandat de conseller departamental. També va dimitir com a director general d'EAS.

## Controvèrsia
En plena campanya electoral de 2017 els jutjats de Perpinyà van demanar una investigació a la Brigada d'Gendarmeria de Transports Aeris de Ribesaltes contra executius de l'empresa EAS per actes d'assetjament laboral. En juny de 2017 deu persones havien estat acomiadades de la feina a l'empresa i es van portar dos casos avant del tribunal laboral. Romain Grau ocupvaa el càrrec de director general d'EAS.
Philippe Chabalier, PDG de la societat, va dir que no tenia coneixement de casos d'assetjament laboral en la seva companyia i va dir que el cas presentat al Tribunal de Treball no tenia cap connexió amb de fets d'assetjament laboral. Dos representants sindicals afiliats la CGT van indicar que no es reconeixien en la queixa i van denunciar l'ús que es feia de l'empresa EAS per desestabilitzar la candidatura de Romain Grau. Dos dies més tard, els empleats i el comitè d'empresa declararen que no recolzaven els comentaris d'aquests representants sindicals.
France bleu descriu les dures condicions de treball: Sobrecàrrega, desgast, cadències infernals, fins a 60 hores a la setmana, i especialment una pressió de la direcció per treure els avions dels hangars a tot preu, fins i tot si el manteniment era descurat. A finals de febrer, per exemple, els treballadors havien de treure cinc avions en una sola setmana. Jean Codognès, candidat socialista i ecologista de la mateixa circumscripció que Grau, denuncià les condicions de treball en la societat EAS com a "inadmissibles".
El febrer de 2018 la investigació d'assetjament pel que fa als líders d'EAS fou tancada i no es van presentar càrrecs contra Romain Grau, llavors dirigent d'EAS.

## Vida personal
Romain Graués fill d'agricultors i continua explotant les vinyes familiars a Vilamulaca portant la collita a la cava de Passa.
És membre de l'obediència maçònica del Grand Orient.
És proper a Carles Puigdemont, President de la Generalitat de Catalunya. I va expressar el seu suport públic a l'acte polític que aquest organitzà amb altres polítics catalans exiliats el 29 de febrer de l'any 2020 a Perpinyà.